# Ann Burbrook
Ann Burbrook, algumas vezes creditada como Annie Burbrook, (Kota Kinabalu, 23 de novembro de 1965), é uma atriz australiana.

## Biografia e carreira
Nascida em Sabah, Malásia, Burbrook cursou o Australian Ballet School e o WA Academy of Performing Arts havendo dançado em algumas companhias de balé australianas. Em 1986 mudou-se para Brisbane, integrando os quadros do Queensland Ballet.
Após a curta carreira como bailarina, realizou a transição do balé para a atuação teatral com La Boite Theatre em Brisbane. Mais tarde ingressou no National Institute of Dramatic Art, onde graduou-se em 1992.
Realizou um grande número de participações em teatro, cinema e televisão, é mais reconhecida pelo papel de Roz Patterson, em Blue Heelers, de 1994 e outros tantas participações, como em Sun on the Stubble, e participação em como coordenadora artística ou direção em algumas organizações artísticas.